# Średnia Kopa Sołtysia
Średnia Kopa Sołtysia (1362 m) – szczyt w paśmie reglowym Tatr Wysokich w grupie Kop Sołtysich, pomiędzy Zadnią Kopą Sołtysią (1420 m) i Przednią Kopą Sołtysią (1334 m). Od tej pierwszej oddzielają ją Średnia Przełęcz Sołtysia, od drugiej Przednia Kopa Sołtysia. Stoki wschodnie opadają do leja źródliskowego Jaworzyńskiego Żlebu, zachodnie do dolinki Skalnite.
Szczyt i stoki porasta las świerkowy. Szczątkowe ilości trawiastego zbocza znajdują się jeszcze na stokach wschodnich. Dawniej stoki te były pasterskimi terenami hali Kopy Sołtysie.

## Przypisy

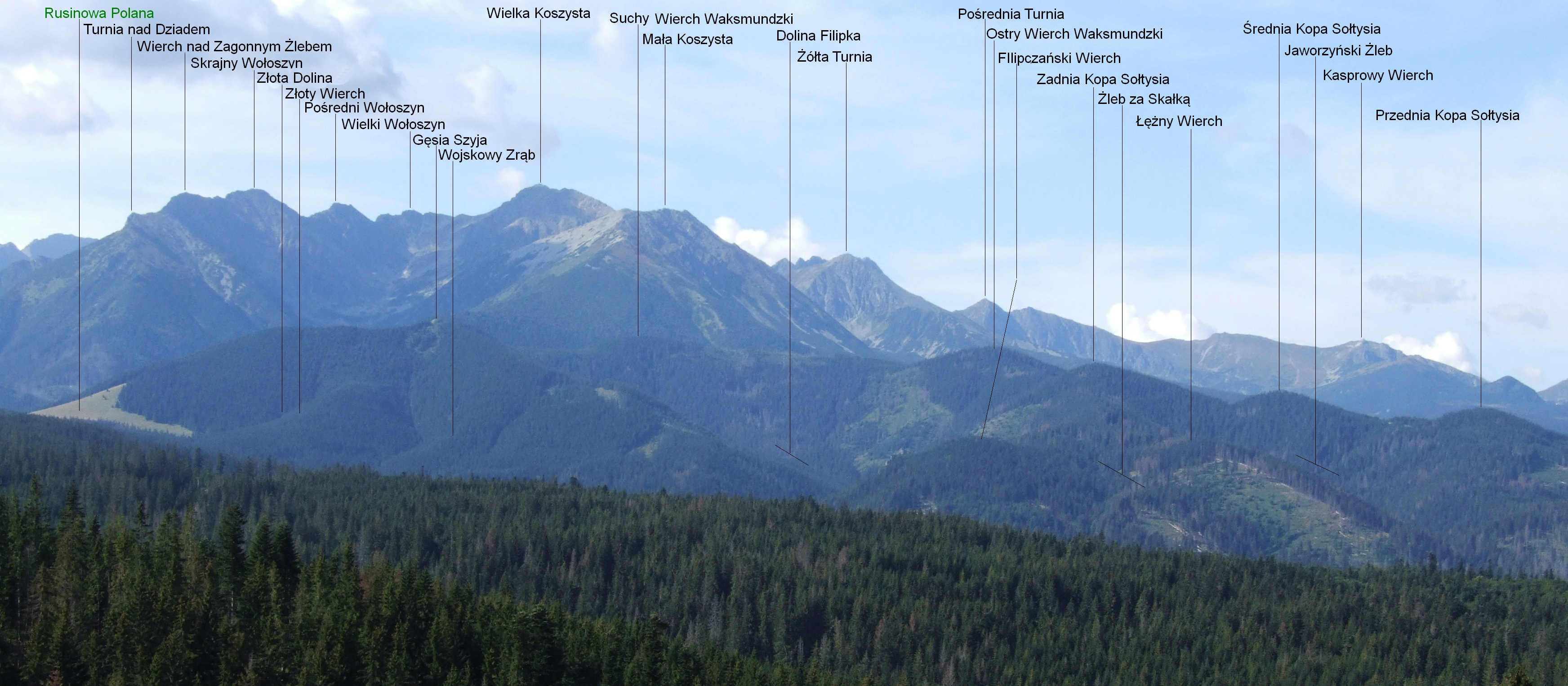
Widok z polany Głodówka